# Loan Bình
Loan Bình (chữ Hán giản thể: 滦平县) là một huyện thuộc địa cấp thị Thừa Đức, tỉnh Hà Bắc, Cộng hòa Nhân dân Trung Hoa. Huyện này có diện tích 3195 ki-lô-mét vuông, dân số 340.000 người. Mã số bưu chính là 068250. Huyện lỵ đóng tại trấn Loan Bình. Về mặt hành chính, huyện được chia thành 7 trấn, 4 hương, 11 hương dân tộc. Tổng cộng có 225 thôn hành chính.
- Trấn: Loan Bình, Hồng Kỳ, Kim Câu Đồn, Trương Bách Loan, Ba Khắc Thập Doanh, Hổ Cáp, Trường Sơn Dục.
- Hương: Phó Doanh Tử, Trần Sách Tử, Lưỡng Gia Phòng, Lạo Oa.
- Hương dân tộc: hương dân tộc Mãn Tây Câu, hương dân tộc Mãn Tiểu Doanh, hương dân tộc Mãn Đại Đồn, hương dân tộc Mãn Tây Địa, hương dân tộc Mãn Bình Phường, hương dân tộc Mãn An Thuần Câu Môn, hương dân tộc Mãn Ngũ Đạo Doanh Tử, hương dân tộc Mãn Mã Doanh Tử.